# Personnages d'In Nomine Satanis - Magna Veritas
 (avril 2013).
Si vous disposez d'ouvrages ou d'articles de référence ou si vous connaissez des sites web de qualité traitant du thème abordé ici, merci de compléter l'article en donnant les références utiles à sa vérifiabilité et en les liant à la section « Notes et références ».
Dans l'univers de fiction du jeu de rôle In Nomine Satanis - Magna Veritas, les principaux personnages non joueurs du jeu sont des archanges ou des princes-démons. Les personnages-joueurs sont affiliés chacun à l'un d'eux, recevant leurs missions par l’intermédiaire des serviteurs de l'archange ou du prince-démon dont ils dépendent.
Le toile de fond (background) du jeu a évolué avec la publication de nouveaux suppléments et scénarios. Par exemple, le personnage d'Ange, l'archange des convertis, est apparu dans la campagne Baron Samedi : en fonction des agissements des personnages-joueurs qui jouent cette campagne, Ange aurait pu devenir un prince-démon plutôt qu'un archange. Cependant, comme Baron Samedi fait partie des premiers livres publiés pour INS/MV, le background officiel considère qu'Ange est devenu l'archange des convertis.
INS/MV étant un jeu à la base satirique, les créatures surnaturelles qu'il décrit s'écartent souvent de la mythologie classique. Par exemple, l'archange Christophe n'a rien à voir avec le saint Christophe de l'église catholique. 
Dans l'édition originale du jeu (et notamment avec le supplément Daemonis Compendium), les archanges et princes démons sont décrits sur des fiches individuelles (caractéristiques, pouvoirs, personnalité, grades, relations avec les autres entités) dans de courtes histoires ou nouvelles, racontées le plus souvent sur un ton décalé ou désopilant, voire comme de complets exemples d'humour noir.

## Forces du bien

### Dieu
Dans Magna Veritas, Dieu dirige le Paradis. Il est décrit le plus souvent comme un vieillard sénile ayant peu d'influence sur le « Grand Jeu » (le conflit millénaire entre les anges et les démons), laissant la direction des forces du bien au Conseil des archanges.
Malgré son attitude gâteuse, Dieu est omnipotent et omniscient ; selon le Guide de la troisième force, Dieu est l'Univers. Il est en fait surtout motivé par l'observation du Grand Jeu, et agit (généralement par l'intermédiaire de l'archange Yves) pour empêcher que le Grand Jeu se termine.
Dans l’histoire officielle du jeu (à la sortie de la 3e édition d'INS/MV), Dieu a pris des vacances pendant plusieurs années à La Bourboule à partir de 1997, et s'est abonné au magazine Le Chasseur français. Il n'est sorti de sa retraite qu'après les événements de la campagne Jésus revient.
Dieu est souvent surnommé « Bob » par les créateurs du jeu.

### Les archanges
Les anges (les personnages-joueurs) de Magna Veritas doivent chacun servir un archange, parmi ceux-ci :

#### Alain, archange des cultures
Alain, tel qu'il est décrit dans le jeu, était autrefois un prêtre égyptien doté de pouvoirs psi, nommé Amosis. Désabusé par l'inaction des dieux égyptiens face aux famines qui frappent l'Égypte, il tente de sauver son peuple de lui-même. Par sa popularité grandissante, il attire la colère de la déesse Sekhmet mais est sauvé puis recruté par Jordi, l'archange des animaux.
Alain est un archange discret, qui s'attache à nourrir la population humaine. En secret, il dirige également une lutte contre les dieux égyptiens survivants.

#### Ange, archange des convertis
Ange apparaît dans la campagne Baron Samedi. C'est la fille d'un ange et d'un démon qui a grandi dans un puissant berceau vaudou. L'histoire officielle du jeu considère qu'Ange est devenu un archange à la fin de la campagne Baron Samedi, mais ses caractéristiques en tant que prince-démon sont quand même proposées dans le supplément Scriptarium Veritas.
Ange apparaît sous la forme d'une enfant ou d'une adolescente, et son rôle est d'accueillir les démons et membres de la troisième force qui souhaitent devenir anges. Elle reste l'une des plus tolérantes des archanges, particulièrement proche de ses origines vaudoues.

#### Blandine, archange des rêves
Blandine est l'ancienne amante du prince-démon Beleth, le prince-démon des cauchemars. Amie de Jésus, elle est devenue archange en organisant le martyr de Sainte Blandine. Ayant beaucoup voyagé entre les Marches Parallèles, elle est décrite comme hautaine et sûre d'elle. Dans la campagne New World Order, ses escapades sexuelles lui valent des accusations de pédophilie.
Avec ses pouvoirs de contrôle des humains et de manipulation de la mémoire, Blandine protège le Grand Jeu en nettoyant les traces.

#### Catherine, archange des femmes
Catherine a eu une longue carrière mouvementée. Très peu savent qu'il s'agit en fait d'Ève, décrite dans le jeu comme la première femme ayant des pouvoirs psi, qui s'est plus tard jointe au panthéon grec sous le nom de Déméter. Elle y rencontre Athéna qui devient sa meilleure amie. Mais Zeus viole Déméter, qui se venge en l'assassinant avec l'aide d'Athéna. Elle devient archange en l'an 500, sur simple demande à Dieu et travaille pour améliorer la condition féminine.
Catherine démissionne soudainement neuf siècles plus tard, à la fin du Moyen Âge. Elle n'est techniquement pas considérée par les forces du bien comme renégate ; aussi dispose-t-elle toujours de quelques anges sur Terre.

#### Christophe, archange des enfants
Christophe est un ancien serviteur de Laurent qui était tombé en disgrâce après l'échec de la croisade des enfants de 1212. Il ne devient archange qu'en 1908, sous le prétexte de l'invention du Meccano.
Christophe est décrit comme un individu puéril par choix, pour ne pas avoir à affronter les responsabilités. Il reste farceur et spontané, mais réserve une haine profonde pour les pédophiles.

#### Daniel, archange de la pierre
Daniel est un ancien serviteur de l'archange Georges puis de Laurent.
Dès la Création, il est amoureux de la tectonique et de la géologie. En tant que soldat de base, il est désabusé après avoir été vaincu au combat par Jacob. Quand Georges massacre les fées, Daniel prend une retraite momentanée, mais se joint à Laurent dans sa croisade contre les musulmans.
Au XIIIe siècle, Daniel défend Notre-Dame de Paris pendant sa construction en employant la puissance du chaudron de Dagda, un objet magique celte enterré là, changeant en pierre les démons qui l'attaquent. Daniel devient archange pour cet acte. Il a depuis une relation particulière à la fois avec la cathédrale, avec les églises en général, mais aussi avec la France. Mais la puissance qu'il a déployée le rend plus violent et colérique.
Pendant la Seconde Guerre mondiale, certains de ses anges s'allient avec le Troisième Reich, même si Daniel lui-même favorise la Résistance. Il est tombé amoureux du mouvement skinhead en 1976 et, depuis, apparaît sous la forme d'un petit skinhead. En 1997 cependant, il se fait invoquer par les Soldats de la terre creuse, une organisation d'anges et d'autres créatures néo-nazies, dans un sous-marin. S'échappant, il rencontre deux de ses plus puissants serviteurs habillés d'uniformes nazis, et décide de mener une purge dans les rangs de ses serviteurs, nommée la « Nuit des longues battes » (en référence à la Nuit des Longs Couteaux, et à la batte de baseball qui est l'arme préférée de Daniel et de nombreux skins).
Daniel réside en permanence sur Terre depuis 1997, ayant élu domicile à l'Hôtel George-V à Paris comme quartier général.

#### Didier, archange de la communication
Didier est devenu archange en 1160 avant Jésus-Christ, pour avoir porté les Dix Commandements à Moïse. Il est responsable de la rédaction de la plupart des volumes de l'Ancien Testament.
Didier s'occupe du recrutement de nouveaux corps d'accueil pour les anges, ce qui occupe la moitié de ses effectifs. Il établit aussi la communication à l'intérieur des forces angéliques. Il est décrit comme un individu très diplomate, au point d'être très hypocrite.

#### Dominique, archange de la justice
Dominique est un des archanges premiers nés. C'est le frère d'Andromalius, le prince-démon du jugement, qui a un rôle similaire chez les démons.
Dominique fait de son mieux pour contrôler le plus possible l'administration angélique. Ses serviteurs font office de « police des anges ». C'est l'archange le plus puissant politiquement mais, du fait de son activité, il est souvent qualifié de « psychorigide ».

#### Emmanuel, archange du double jeu
Emmanuel a remplacé Mathias à partir de la deuxième édition du jeu, pour des raisons de droits d'auteur. Mathias était considéré comme avoir trahi les forces du bien, et donc remplacé par Emmanuel. Dans la troisième édition du jeu, Mathias n'est pas mentionné, mais dans la quatrième il est annoncé qu'il a fait semblant de trahir les forces du bien afin de mieux infiltrer l'enfer. Mathias a fini par organiser une machination pour destituer Emmanuel et reprendre sa place. Dans la quatrième édition, après avoir été destitué par Mathias, Emmanuel change de bord pour devenir le prince-démon Zanag.
Emmanuel a le même rôle que Mathias, celui d'infiltrer des anges parmi les démons.

#### Francis, archange de la diplomatie
Francis est devenu archange en 1681 avec la publication de De re diplomatica libri de Jean Mabillon. Grand ami de Didier, il a pour rôle de résoudre les conflits entre les humains. C'est le frère de l'archange musulman Hassan.

#### Gabriel, archange du feu
Gabriel est un des premiers-nés des anges. Frère de Samael qui devait devenir Satan, Gabriel agit comme l'agent personnel de Dieu sur Terre, d'une façon inspirée par l'archange Gabriel de l'Ancien Testament, du Nouveau Testament et du Coran.
À l’origine, Gabriel n'avait pas de rôle officiel, se faisant parfois passer pour un simple ange au service d'Yves. Au début du Moyen Âge, Dieu finit par l'envoyer créer une nouvelle religion, l'Islam, avec l'aide de plusieurs anges jeunes et puissants. Mais le Conseil angélique, n’ayant aucune confiance en Gabriel, déclare prestement que l'Islam est une hérésie ; Gabriel devient donc renégat, comme son frère Samael. Il perd ensuite un duel contre l'archange Laurent et devient amnésique, errant sur Terre jusqu'à une rencontre dans les années 1990 avec le prince-démon Majuj, qui lui rend la mémoire. Il se cache ensuite à Londres, où l'archange Yves finit par le retrouver pour lui rendre son épée de feu, la seule arme à pouvoir tuer définitivement un ange.
Dans la campagne Fire & Ice, Gabriel finit par prendre conscience qu'il lui reste un dernier rôle à jouer : tuer Samael, qui doute de sa mission. Les deux frères ayant une destinée commune, la mort de Samael entraîne celle de Gabriel. Plus tard, Dieu lui trouve un remplaçant en la personne de Victor.

#### Georges, archange de la purification
Georges est un des premiers-nés des anges. Il est le frère du prince-démon Baal.
Son excès de zèle dans le massacre des dragons puis des êtres fées lui vaut d'être mis au placard sans serviteurs, au service des réclamations du Paradis. Il retrouve son poste dans la 4e édition dans la campagne Jésus Revient.
Georges est décrit comme un individu extrêmement violent, borné, et sûr de son bon droit.

#### Guy, archange des guérisseurs
Guy était autrefois un érudit nommé Elijah, contemporain de Jésus. Ce dernier, puis l'archange Novalis ont longuement travaillé à le convertir, et Guy est directement devenu archange.
De nos jours, Guy est décrit comme un humanitaire « de combat » qui soutient de nombreuses ONG et apparaît généralement sous l'aspect d'un médecin. IL est très proche des hommes et bataille souvent contre le Conseil offensif du Paradis (qui rassemble les archanges les plus belliqueux) pour éviter les morts humaines inutiles. Il est actif et militant.

#### Janus, archange des vents
Janus est un ancien ange au service de l'archange Emmanuel (ou Mathias, selon l'édition du jeu). Il a longtemps infiltré les rangs du prince-démon Morax en prenant le pseudonyme de « Valefor ». Il se sert de sa couverture en 1900 pour voler les prophéties de Nostradamus au prince-démon Kronos, et devient ainsi archange des vents en récompense.
Janus est présenté comme un personnage très ambigu, dont le rôle est à la fois de voler les démons et d'empêcher que ceux-ci commettent des vols.

#### Jean, archange de la foudre
Jean était autrefois un ange solitaire. Il plagia le travail de deux anges, Harut et Marut, pour inventer le principe de l'incarnation et de l'invocation d'anges sur Terre. Il devient archange à la suite de la Renaissance, et en particulier de l'invention par Denis Papin de la machine à vapeur.
Jean devient l'archétype du scientiste persuadé que la science est parfaite et peut répondre à tous les problèmes. Il est décrit comme un individu très sûr de lui.

#### Jean-Luc, archange des protecteurs
Jean-Luc était au départ un simple humain, parmi les Juifs qui fuyaient l'Égypte. S'étant sacrifié pour protéger des femmes d'une bande d'Amalécites menés par le prince-démon Baal, il devient un ange après sa mort.
Jean-Luc entre ensuite au service de l'archange Georges et met en place un service de gardes du corps. En 451, il protège Sainte Geneviève contre les Huns (dont fait partie le futur prince-démon Ouikka), et pour cela est promu archange. En 1431, à la suite de la mort de Jeanne d'Arc, Yves reproche vertement à Jean-Luc de ne pas l'avoir défendue (ce qui est une hypocrisie de la part d'Yves qui, étant omniscient, avait parfaitement prévu la mort de Jeanne d'Arc). Jean-Luc réagit en fondant la Targe, une organisation secrète de gardes du corps qui protège des humains importants, que les attaques contre eux viennent de démons ou d'anges. En 1994, il fonde « SOS Repentir », un serveur téléphonique où des anges peuvent avouer leurs erreurs pour recevoir une punition relativement légère.
De nos jours, selon l'histoire du jeu, Jean-Luc est toujours un archange proche des humains, à la limite du masochisme quand il s'interpose au profit de ses protégés.

#### Jésus, archange de Dieu
Jésus est décrit dans l’Encyclopedia Spiritis comme un des premiers-nés et le frère du prince-démon Malphas.
Jésus a toujours été le chouchou de Dieu, même si, dans l’histoire officielle du jeu, il n'est pas plus son fils que les autres archanges. Dans des suppléments plus récents, en particulier Les Petites apocalypses et On ferme !, son passé est modifié : il serait en fait, selon cette nouvelle version, Adam, le premier psi, à qui Dieu aurait donné la place d'un ange de puissance secrète mystérieusement disparu. Ces deux versions se rejoignent sur les actions de Jésus depuis son arrivée au Paradis : il est descendu sur Terre dans le corps d'un nouveau-né (étant ainsi le pionnier de l'incarnation d'anges et de démons dans des corps humains), et a eu une vie très semblable à celle décrite dans le Nouveau Testament.
Plus récemment, Jésus fonde un bar neutre appelé « Chez Régis », que les anges et les démons peuvent faire apparaître devant eux dans n'importe quelle ville, simplement en le cherchant, et où ils peuvent discuter pacifiquement.
Jésus est toujours présenté dans le jeu comme une caricature de baba-cool, avec une forte odeur d'étable, une consommation importante de drogues douces et une gentillesse sans limites. Son meilleur ami est l'archange Novalis.

#### Jordi, archange des animaux
Jordi faisait partie des premiers-nés des anges et a toujours eu les animaux pour intérêt principal. Peu actif avant le XXe siècle, il devient soudainement très impliqué pour la défense des hommes mais, avant tout, de la faune.
Une partie de ses serviteurs, cependant, est allée plus loin et a formé sans le prévenir la RZO, la « Résistance zoologique organisée », un mouvement secret dont le but est de détruire l'humanité pour laisser la Terre aux animaux. Jordi apprend leur existence dans l'un des scénarios du supplément Sympathy for the Devil et commence une purge de ses propres troupes, pour leur rappeler que les humains, malgré leurs défauts, ont eux aussi leur place sur Terre.
Dans le jeu, son vrai nom est Uriel.

#### Joseph, archange de l'inquisition
Joseph est devenu archange en 1184 quand il fonde l'Inquisition. Contrairement aux autres archanges, Joseph ne possède pas de domaine au Paradis mais plutôt en Enfer, où il accueille les anges renégats
Son organisation chasse surtout les sorciers (des humains qui peuvent forcer des anges et démons à venir sur Terre et à les servir). Celle-ci a connu de belles réussites au départ, avant de devenir de plus en plus intégriste et paranoïaque.
De nos jours, Joseph est décrit comme un individu aigri et paranoïaque, avec une prédilection pour la torture. Il considère Dominique comme le seul autre archange à ne pas être corrompu.

#### Laurent, archange de l'épée
Laurent était le lieutenant de l'archange Georges avant son limogeage ; il a depuis récupéré la plupart de ses attributions.
Chef de l'armée angélique, Laurent dirige la croisade contre les musulmans, qui culmine avec la bataille de Poitiers en 732. Alors que Laurent se bat en duel contre son frère et archange Khalid qui est devenu un archange musulman, le prince-démon musulman Majuj emploie son pouvoir de barbarie sur les combattants chrétiens. L'archange Laurent a ainsi obtenu le défaut « besoin de tuer » dans le jeu, ce qui le pousse à tuer un démon ou, à défaut, un humain tous les jours ; pire, les autres anges de Laurent présents (à l'exception de Daniel qui venait de se faire tuer) partagent cette limitation et sont devenus les « anges 1 % », le « noyau dur » des serviteurs de Laurent.
En 1997, il découvre l'existence du Bureau, une organisation très secrète qui rassemble des anges et des démons assemblés pour protéger le Grand Jeu, et part en croisade contre elle, la forçant à se démanteler en hâte.
Laurent est toujours le chef de l'armée angélique. À ce titre, ses services entraînent et gèrent les soldats de Dieu, en particulier les néo-jésuites qui en forment l'élite. Il est proche des archanges Dominique et Joseph, et de nombreux mouvements politiques d'extrême droite.

#### Marc, archange des échanges
Marc est un ancien ange d'Yves, puis de Didier. Il s'est toujours attelé à la promotion de l'économie, jusqu'à ce qu'il devienne archange en 1626 pour avoir acheté l'île de Manhattan pour 60 florins. De nos jours, il s'occupe de soutenir l'économie, en tant que moyen d'apporter du bonheur aux humains, et gère le budget du Paradis.
Marc est représenté comme un personnage ambigu : d'un côté, il aime les hommes et cherche à faire le bien, mais de l'autre il est fasciné par l'argent et aime le luxe.

#### Mathias, archange de la confusion
Mathias n'apparaît que dans les premières et quatrièmes éditions du jeu. Dans la deuxième édition, il est considéré qu'il a trahi les forces du bien et a été remplacé par Emmanuel.
Dans la campagne « Delenda est Notre-Dame » du supplément Deux Ex Machina, Mathias tente un coup d'éclat en essayant de détruire Notre-Dame avec l'aide des dieux celtes de la troisième force.
Dans la troisième édition, Mathias n'est pas mentionné, mais dans la quatrième il est annoncé qu'il a fait semblant de trahir les forces du bien pour mieux infiltrer l'enfer ; il finit par organiser une machination pour ridiculiser Emmanuel et reprendre sa place. 
Mathias a le même rôle qu'Emmanuel, celui d'infiltrer des anges parmi les démons.

#### Michel, archange de la guerre
Michel est un ancien héros viking, compagnon de Rollon. Il s'est converti au christianisme en 911 après deux duels avec l'archange Laurent. Depuis, il a comme serviteurs des guerriers freelance et des commandos, tandis que Laurent dirige l'armée angélique.
Michel est toujours resté très proche de ses origines païennes, ce qui lui a valu un procès de la part des archanges Dominique et Joseph au Moyen Âge. Encore de nos jours, il garde de nombreux amis dans la troisième force, surtout chez les héros et dieux vikings.
Michel déteste Dominique, Joseph et Laurent, et méprise les moins combatifs des archanges comme Novalis ou Blandine. Il apparaît généralement comme un grand homme barbu et se bat à la hache.

#### Novalis, archange des fleurs
Novalis est depuis la Création un serviteur de l'archange Jordi, pacifiste et amoureux de la flore.
Pendant la rébellion de Samael contre Dieu, Novalis est tué et chute à travers les marches intermédiaires, restant coincé sur une marche vide pendant quelques millénaires ; il rate ainsi le début de la guerre entre Enfer et Paradis. Ensuite, il passe l'Antiquité à voyager puis à s'impliquer dans les religions juives, en éduquant Salomon, puis bouddhistes, en donnant des idées à Siddharta. Il accompagne ensuite Jésus sur Terre, et les deux deviennent d'excellents amis. Il s'occupe ensuite de la rédaction des Évangiles, y insérant ses idéaux de paix et d'amour et devient ainsi archange.
De nos jours, Novalis est représenté comme une caricature du hippie en chemise à fleurs, sandales, et fumant du cannabis. Il est très proche du mouvement rastafari et de la défense de l'environnement.

#### Victor, archange du feu
Victor, parfois orthographié « Viktor », est un dragon, fils de France D'Argon.
Victor apparaît pour la première fois dans la campagne Les Petites Apocalypses où il mène une rébellion contre Obéron et Titania, les dirigeants du peuple fées, puis attaque et pille tous les panthéons polythéistes, tuant bon nombre de dieux au passage. Il est ensuite engagé par Dieu pour remplacer Gabriel en tant qu'archange du feu et son agent personnel sur Terre.

#### Walther, archange des exorcistes
Walther était au départ un druide picte au IIe siècle, doté de pouvoirs psi et possédant un peu de sang démoniaque. Il réussit à vaincre le prince-démon Andromalius dans un duel psychique et se fait rapidement engager par le Paradis. Cependant, à la suite de ce duel, il souffre de schizophrénie comme séquelle.
Walther s'occupe des exorcistes, des individus qui peuvent forcer un démon à quitter le corps humain qu'il habite.

#### Yves, archange des sources
Yves est la première entité angélique créée par Dieu. Il est le frère du prince-démon Kronos, les deux restant généralement en bons termes.
Le domaine d'Yves est la connaissance. Omniscient (mais pas omnipotent), il est le plus souvent représenté comme un observateur ou quelqu'un qui prend des notes. Sa bibliothèque contient tous les livres jamais créées, même certains qui ont été rêvés mais jamais écrits. 
Yves est représenté comme un individu peu actif, mais qui en fait agit par petites touches, surtout pour préserver l'équilibre du Grand Jeu.
Dans le jeu, son vrai nom est Mickaël.

### Les archanges musulmans

#### Eli, archange de la création
Eli est un ancien serviteur de l'archange Jordi.
Peu sociable, le rôle d'Eli est de protéger la nature dans son ensemble (les animaux, les végétaux et même les minéraux). Son nom provient du mot Veli, velitus noseabus du sanskrit allégé.

#### Hassan, archange de l'unité
Hassan est le frère de l'archange Francis et un ancien serviteur de Yves.
Doux et cultivé, Hassan travaille principalement à améliorer les relations entre l'islam et christianisme. Il soutient la paix et la recherche du savoir.

#### Khalid, archange de la foi
Khalid est le frère de l'archange Laurent et un ancien serviteur de Georges.
Militariste et nettement plus fanatique que ses deux collègues musulmans, Khalid, depuis un duel contre Laurent à la bataille de Poitiers hait son frère et pousse le conflit armé entre les deux religions.

## Forces du mal

### Satan
Dans In Nomine Satanis, Satan est l'éternel adversaire de Dieu ; il a plusieurs fois accepté de se confronter à lui dans des paris et des conflits pour la domination des âmes humaines.
Dans le jeu, deux personnages ont dirigé l'Enfer sous l'identité de Satan.

#### Samael
Samael, alias Lucifer, était autrefois le plus charismatique, fort et beau parmi les anges premiers-nés. C'est le frère de l'archange Gabriel.
Pendant la Préhistoire, Samael se prend d'admiration pour les humains, leur liberté et la beauté de leurs femmes. Il entre en rébellion contre Dieu quand celui-ci lui refuse de créer une progéniture avec les humaines, une race de géants qui aurait eu la puissance des anges et la liberté des humains. Cette rébellion mène au Grand schisme et au bannissement en Enfer de la faction de Samael.
Alors qu'il entretient au départ un idéal de liberté et de contestation, Samael devient amer et désabusé avec le temps, et accepte de se mettre en retrait en 1997 (avec la sortie de la troisième édition d'INS/MV), soi-disant pour préparer un tournoi d’Intervention divine. La campagne Fire & Ice révèle qu'il est en fait parti pour se remettre en question : en partant du principe que Dieu est omnipotent et qu'il peut techniquement gagner le Grand Jeu d'un claquement de doigt, Samael a compris que Dieu laissait traîner éternellement le Grand Jeu en lui laissant croire qu'il avait une chance de gagner.
Samael meurt à la fin du supplément Fire & Ice. Il est remplacé par le nouveau-né Damien.

#### Damien
Damien est l'enfant des princes-démons Baal et d'Andrealphus. Il naît en 2002, à la fin de la campagne Fire & Ice
Damien n'a jamais servi Dieu, et donc est plus vil et moins expérimenté que son prédécesseur Samael.

### Les princes-démons
Les démons (les personnages-joueurs) d’In Nomine Satanis doivent chacun servir un prince-démon, parmi ceux-ci :

#### Abalam, prince de la folie
Abalam est un ancien ange d'Yves qui a changé de bord. Il est devenu prince-démon en faisant interner Camille Claudel en 1920.
Alors qu'autrefois il simulait la folie pour mieux confondre ses adversaires, l'esprit d'Abalam s'est réellement fracturé au réveillon de l'an 2000. Six parties de son esprit habitent désormais des humains sur Terre, et la septième partie reste en Enfer.

#### Andrealphus, prince du sexe
Andrealphus est le frère du prince-démon Bifrons et l'un des premiers-nés parmi les anges. Il se rebelle contre Dieu pour libérer les hommes et est déchu en Enfer.
Dans les évènements de la campagne Fire & Ice, un peu blasé, Andrealphus essaie de tomber enceinte en choisissant Baal comme père, mais meurt en donnant naissance à Damien, le successeur de Satan. Il est remplacé par Marie-Jolie.
Andrealphus est représenté comme un obsédé sexuel, esthète et peu violent, tout l'opposé de son frère Bifrons.

#### Andromalius, prince du jugement
Andromalius est un des premiers-nés et le frère de l'archange Dominique. Très semblable à son frère, il fait la police chez les démons comme Dominique le fait chez les anges. Il collabore régulièrement avec son frère pour des affaires qui concernent les deux camps à la fois ; son but est cependant d'employer cette collaboration pour faire tomber Dominique.
Andromalius est décrit comme un individu « psychorigide » à l'image de son frère, et retors.

#### Asmodée, prince du jeu
Asmodée est un vieux démon discret, devenu prince-démon avec l'apogée du cirque romain.
Le rôle le plus connu d'Asmodée est de tenter les hommes par le jeu, mais peu savent qu'il a écrit les règles du Grand Jeu avec l'archange Yves. Encore de nos jours, Asmodée tâche d'empêcher Yves de manipuler le Grand Jeu, car il a l'impression que son adversaire fait de l'anti-jeu.

#### Baal, prince de la guerre
Baal est l'un des premiers-nés des anges, et le frère de l'archange Georges.
Baal a toujours mené les armées démoniaques. Il est intéressé par le défi et respectueux des bons guerriers, même quand ce sont ses adversaires (comme l'archange Michel). Au fil des millénaires il est devenu, à son corps défendant, un excellent politicien, avec autant de voix au conseil que son collègue Andromalius dont il est un prudent rival. Cependant, il n'a pas vraiment le désir de diriger l'Enfer, mais préfère trouver de nouveaux et difficiles défis.
Quand Satan démissionne dans les évènements de la campagne Fire & Ice, Baal se contente d’assurer l'intérim.

#### Baalberith, prince des messagers
Baalberith était inconnu avant la chute des démons en Enfer.
Mais, en réalité, Baalberith s'y trouvait depuis l'époque des dinosaures, quand Dominique et Andromalius ont tenté d'introduire la religion chez les dinosaures avec Denver comme messie. Dominique et Andromalius attaquèrent Baalberith pour l'empêcher de signaler leur fiasco à Dieu, le faisant chuter jusqu'aux Enfers qui étaient à l'époque encore vides. Il est depuis devenu le lieutenant d'Andromalius, afin de se venger.
Baalberith reste un prince-démon très discret, mais maintient sa position stratégique au centre de l'administration démoniaque.

#### Beleth, prince des cauchemars et des ténèbres
Beleth est tombé dans les rêves de Dieu quand il était encore au Paradis, et ce qu'il y a vu l'a changé à jamais. Il a depuis une attitude assez détachée du monde.
Comme l’archange Blandine, Beleth surveille la marche des rêves et des cauchemars. Il a récemment essayé de créer des univers parallèles, en particulier le « Gothic Horror », un monde de films d'horreur bloqué dans les années 1920, et le « Work in Progress », un monde cyberpunk.
Son vrai nom dans le jeu est Rennel.

#### Belial, prince du feu
Belial est le frère du prince-démon Crocell. C'est un ancien démon au service de Baal, promu pour son action dans le grand incendie de Londres en 1666.
Quand Samael, le futur Satan, commence à emmener des anges sur Terre pour séduire des humaines, Belial et Crocell tombent amoureux de la même femme ; Belial hait depuis son frère.
Belial est un individu pyromane, mégalomane et brutal, persuadé d'être le seul capable de régner sur l'Enfer. Ses serviteurs, comme ceux de Baal, Bifrons ou Crocell, font office de force de frappe sur Terre. Il est représenté le plus souvent sous l’apparence d'un mafieux muni d'un lance-flammes.

#### Bifrons, prince des morts
Bifrons est le frère du prince-démon Andrealphus et l'un des premiers-nés parmi les anges. Durant l'Antiquité, il participe à plusieurs panthéons païens, apparaissant comme Hel chez les Scandinaves et Seth chez les Égyptiens.
Bifrons s'occupe de la plupart des morts-vivants qui sont sur Terre. D'après le supplément Liber Daemonis, il a essayé de puiser dans la marche du « Gothic Horror », un univers parallèle créé par Beleth, pour créer des morts-vivants plus puissants et discrets, mais le sorcier mort-vivant Hornet en profita pour tenter de le contrôler. Au cours des évènements de Fire & Ice, la mort d'Andrealphus entraîne celle de Bifrons, mais Hornet en profite pour voler son pouvoir et le remplacer incognito.
Bifrons est pour l'heure officieusement mort, mais a été ranimé par un démon d'Andromalius.
Bifrons se comporte le plus souvent comme un idiot complet, brutal, sans aucune discrétion et doté d'un sens de l'humour très gras et gore.

#### Caym, prince des animaux
Caym est un vieux prince-démon, promu à ce statut pour avoir mis fin à la trêve des animaux quand le jardin d'Éden disparut.
Ne jouant qu'un rôle mineur dans le Grand Jeu, Caym est d'autant plus fidèle à Satan. Il prend un malin plaisir à tuer et faire souffrir les animaux, et à les faire haïr des humains. Il est, par exemple, responsable de l'affaire de la bête du Gévaudan, qui a attisé la haine des hommes envers les loups.

#### Crocell, prince du froid
Crocell est le frère du prince-démon Belial. Ancien serviteur et ami de Bifrons, il réussit monter de grade assez vite pour éviter les brimades de son frère et rival. Il devient prince-démon en 1834, avec l'invention du réfrigérateur.
Décontracté et blagueur, Crocell est un grand ami de ses collègues Kobal et Haagenti. Pour lui, le froid est synonyme de crèmes glacées et de snowboard. Il croit encore en la libération des humains.
Ses serviteurs sont généralement des plaisantins indisciplinés avec une puissante force de frappe.

#### Furfur, prince du hardcore (ou du metal)
Furfur est le prince-démon du hardcore (dans les 1re et 4e éditions) et du metal (dans les 2e et 3e éditions). C'est un ancien serviteur de Bifrons.
Prince-démon encore assez jeune, Furfur a été promu ce statut à la suite d'un concert de hardcore à New York dans un scénario fourni par la boîte de base de la première édition d'INS/MV.
Il est représenté comme un individu anarchiste et violent, qui cherche à libérer les humains par tous les moyens possibles.

#### Gaziel, prince de la terre
Gaziel est ancien serviteur de Caym, promu prince-démon en 1883 avec l'éruption du volcan Krakatoa.
Au cours de la Rome antique, alors qu'il n'était qu'un simple démon de Caym, Gaziel défait le dieu Vulcain et détruit les villes de Pompei et Herculanum au cours du combat. Il est depuis resté discret et vit à part, surtout dans le monde souterrain.
Gaziel communique très peu, à la limite de l'autisme ; il se concentre sur la vie souterraine et les entrailles de la Terre, et rivalise de ce point de vue avec l'archange Daniel.

#### Haagenti, prince de la gourmandise
Haagenti est le frère du prince-démon Kobal. Il est longtemps resté un simple familier avant de devenir démon, et enfin de devenir prince-démon en inspirant la malédiction des Atrides.
Comme son frère Kobal, Haagenti est un prince-démon décontracté et comique, mais sa grande expérience de la cour démoniaque et son vaste réseau d'agents humains cannibales (appelé la Confrérie de l'osso bucco) en font un prince bien informé.

#### Hornet, prince des morts
Hornet est un puissant sorcier du XIIIe siècle qui est devenu un mort-vivant après sa mort.
Il apparaît pour la première fois dans la campagne Mors Ultima Ratio où il tente de prendre le contrôle du « Gothic Horror », une marche parallèle créée par le prince-démon Beleth et hantée de morts-vivants et de loups-garous. L’histoire officielle du jeu considère qu'il a échoué, et les suppléments Liber Daemonis et Encyclopedia Spiritis volume 2 décrivent comment il prend petit à petit le contrôle de Bifrons quand celui-ci essaie de tirer du pouvoir du Gothic Horror. Quand Bifrons meurt dans le supplément Fire & Ice, Hornet prend sa place discrètement.
Dans le supplément On ferme, Hornet, remplaçant Bifrons, tente d'invoquer Satan alors que celui-ci est déjà mort. Cela met la puce à l'oreille des princes Andromalius, Beleth et Kronos, qui réussissent à emprisonner son âme sur une Marche vide.

#### Kobal, prince de l'humour noir
Kobal est le frère du prince-démon Haagenti. Il a été promu après avoir détourné la croisade des enfants de son but premier et pour en avoir fait une vaste blague. Il a toujours été le bouffon de Satan.

#### Kronos, prince de l'éternité
Kronos est le frère de l'archange Yves. Il est encore proche de celui-ci. Prince-démon intellectuel, il est souvent allié à Yves contre les manœuvres conjointes de Dominique et Andromalius.
Contrairement à Yves, Kronos n'est pas omniscient, mais possède le pouvoir de voyager dans le temps.

#### Malphas, prince de la discorde
Malphas est un des premiers-nés des anges, décrit comme le frère de Jésus jusqu'à la sortie du supplément On ferme.
Jaloux du favoritisme de Dieu envers Jésus, Malphas a pris comme but de favoriser les dissensions entre les humains, les anges, mais aussi parfois entre les démons. Il est entre autres responsable du schisme entre catholiques et protestants.
Peu enclin à la violence physique, Malphas préfère pousser ses ennemis à se battre entre eux et adore manipuler les archanges, voire les autres princes-démons.

#### Malthus, prince des maladies
Malthus est un ancien serviteur du prince-démon Bifrons qui est monté en grade à la suite de l'épidémie de peste noire de 1348.
Sa puissance est bridée mais gardée sous le coude par Satan, car une épidémie d'importance pourrait décimer la population de la Terre et mettre fin au Grand Jeu.
Plus récemment, Malthus est tombé en disgrâce à la suite de l'apparition du SIDA, une maladie qui (dans INS/MV) a été récupérée par l'Église et a limité la révolution sexuelle. Depuis, Andrealphus hait cordialement Malthus.

#### Mammon, prince de la cupidité
Mammon est un ancien serviteur du prince-démon Malphas, promu prince pour avoir obtenu la dénonciation de Jésus par Judas Iscariote pour 30 deniers.
Il est le pendant obscur de l'archange Marc, incarnant les pires côtés du capitalisme.

#### Marie-Jolie, prince de la luxure
Marie-Jolie est au départ un succube (ce qui est, dans INS/MV, l'enfant d'un humain et d'un démon) au service du prince-démon Andromalius.
Marie-Jolie apparaît pour la première fois dans le scénario New World Order où elle est décrite comme un succube obsédé sexuel. Elle très puissante au combat et assez intelligente et ambitieuse pour qu'Andromalius lui-même tente de s'en débarrasser. Dans ce scénario, elle intrigue pour quitter le service de son prince et passer chez Baal. Elle réapparaît dans Fire & Ice, où elle est devenue un des meilleurs agents de Baal.
À la suite de la disparition d'Andrealphus, Marie-Jolie devient prince-démon à sa place. Par rapport à son prédécesseur, elle est moins sophistiquée et plus directe.

#### Morax, prince des dons artistiques
Morax est un ancien serviteur du prince-démon Andrealphus, promu en 1500 avec l'apogée de la Renaissance italienne.
C'est un prince de faible puissance, souvent ridiculisé par ses pairs.

#### Nisroch, prince des drogues
Nisroch est présent dans la première édition du jeu, mais disparaît dans les seconde et troisième éditions, avant de revenir dans la quatrième édition.
Dans un scénario présent dans le livre de base de la quatrième édition, son absence est justifiée par une retraite temporaire où il a infiltré la mafia russe.

#### Nog, prince de la paresse
Nog apparaît dans la seconde édition du jeu, à la place de Nisroch. C'est un prince-démon très peu actif puisqu'il passe l'essentiel de son temps à dormir, et très jeune puisqu'il fut officiellement promu des rangs des démons de Kronos en 1990 avec la montée du chômage.
Dans l’Encyclopedia Spiritis, Nog est révélé comme étant un double du prince-démon Kronos, créé par les nombreux voyages temporels de ce dernier. Il est opposé à son double en tout : paresseux là où Kronos est actif, désordonné là où Kronos est rigide.

#### Nybbas, prince des médias
Nybbas est un ancien serviteur du prince-démon Malphas, promu avec l'invention de la télévision.
Nybbas est un prince-démon particulièrement hypocrite.

#### Ouikka, prince des airs
Ouikka a commencé sa carrière comme un simple humain, un membre des Huns tué par l'archange Jean-Luc en essayant de tuer sainte Geneviève. Les mauvaises actions de son vivant ont mené à sa promotion en familier, puis en démon de Crocell, et enfin en prince-démon après avoir causé l'attentat de Lockerbie.
Ouikka a pour responsabilité le terrorisme et les attentats. Il est le seul prince-démon à faire partie à la fois de la hiérarchie démoniaque « classique » et de celle des princes-démons musulmans.
Ouikka est doté d'un tempérament dual : très destructeur et nihiliste, ou très calme et calculateur, ces deux extrêmes le rendant encore plus imprévisible.

#### Samigina, prince des vampires
Samigina est l'image de l'ambition incarnée : commençant comme simple vampire, il a lentement gravi les échelons de la hiérarchie démoniaque, passant du statut de mort-vivant à familier, puis de serviteur démoniaque du prince-démon Bifrons. Il est devenu prince-démon en présentant le mythe du vampire comme une opération médiatique pour les forces du mal.
De nos jours, Samigina est l'un des princes-démons les plus faibles de la hiérarchie démoniaque, servant surtout de majordome et de joueur d'orgue à Satan. Il tente par tous les moyens d'obtenir plus de pouvoir, entre autres en organisant une cabale de prince-démons anciens serviteurs de Bifrons pour obtenir que ce dernier dirige l'Enfer. Étant donné la stupidité apparente de Bifrons, Samigina estime qu'il sera ensuite facile de le manipuler, et qu'il n'y a pas besoin de l'avertir de la cabale.
Plusieurs auteurs d'INS/MV présentent Samigina comme un personnage ridicule, parodiant ainsi les joueurs et personnages du jeu de rôle Vampire : La Mascarade.

#### Scox, prince des âmes
Scox est un prince-démon intellectuel, promu à ce statut en encourageant les travaux de Sigmund Freud.
Scox travaille à la corruption des humains par le truchement des sectes, la perversion des religions d'État et de la psychanalyse. Il est peu considéré par Satan, qui voit son action dans le satanisme comme un simple fan-club.

#### Shaytan, prince de la laideur
Shaytan a été promu prince-démon avec la naissance de Serge Gainsbourg.
C'est un prince très faible (qui a cependant abattu un dieu Scandinave) qui travaille à promouvoir la laideur, à la fois en défigurant directement les humains, ou bien en créant des modes de la laideur. Son humain préféré est appelé « King of the moche », une figure populaire et charismatique d'une grande laideur physique. Le premier « King of the moche » était Serge Gainsbourg, mais depuis sa mort Shaytan a choisi Michael Jackson comme remplaçant.

#### Uphir, prince de la pollution
Uphir est un jeune prince-démon, promu à ce statut après avoir causé la catastrophe de Bhopal en 1984. Mais, dans l’Encyclopedia Spiritis, on apprend que cette catastrophe a en réalité été causée par un autre démon dont Uphir s'est attribué les mérites.
Uphir a le potentiel de transformer la Terre en un désert toxique, mais il est bridé par Satan et la cour démoniaque, car cela entraînerait de fait l'arrêt du Grand Jeu.

#### Valefor, prince des voleurs
Valefor n'est autre que l'archange Janus, infiltré parmi les démons.
Bien que la vraie identité de Valefor soit un secret pour presque tous les personnages d'INS/MV (à l'exception de certains hauts gradés de Janus et de Valefor, mais aussi de Dieu et de l'archange Yves, qui sont omniscients), c'est un des premiers « secrets » qu'apprennent les meneurs de jeu et même les joueurs.
Valefor prend autant (ou aussi peu) au sérieux son rôle parmi les démons que le sien parmi les anges.

#### Vapula, prince de la technologie
Vapula est un prince-démon monomaniaque, promu à ce statut en poussant Alfred Nobel à inventer la dynamite au XIXe siècle, mais cet acte fut récupéré médiatiquement par la hiérarchie angélique qui en profita pour créer le prix Nobel.
Vapula est l'archétype du savant fou obsédé, testant toujours des inventions nouvelles et dangereuses. Il a pour tâche de créer des objets technologiques de pointe pour les forces du mal, et de pervertir la technologie des humains, entre autres en les poussant à investir dans la création de nouveaux gadgets (transhumanisme, voitures sans pilotes, voitures électriques, voyage sur Mars, etc.) plutôt que dans des innovations réellement novatrices (fusion nucléaire, dépollution de la planète, etc.).

#### Vephar, prince des océans
Vephar est un prince-démon discret et assez à part, son domaine étant immense mais peu intéressant pour les autres princes.
Dans l'Encyclopedia Spiritis, il est révélé que son rôle est avant tout de sauvegarder les nephilims, des géants produits dans la haute Antiquité par l'union de démons et d'humaines. Ceux-ci furent cachés sous les océans pendant plusieurs millénaires, de moins en moins nombreux et fertiles.
Vephar est devenu prince-démon par un coup de pouce de Satan pour lui obtenir plus de temps libre, Crocell organisant le naufrage du Titanic pour justifier sa montée en grade. Depuis que l'éruption du Krakatoa, causée par Gaziel, a tué la plupart des survivants nephilims, Vephar n'a plus qu'une seule survivante, très jeune, à protéger.

#### Zanag, prince de l'hypocrisie
Zanag n'est autre que l'ancien archange déchu Emmanuel. Manipulé par le « renégat » Mathias et rétrogradé au grade 0 à son retour en 2003, Emmanuel s'est tourné vers l'Enfer pour accomplir sa vengeance.
Mis à l'épreuve, Zanag trahit les renégats de la Maison, une organisation secrète qu'il chapeautait sous l'identité de Jil. Il apporte donc des garanties suffisantes pour sa promotion au statut de prince-démon, et dès 2004 commence à noyauter le réseau d'espions de Mathias avec ses propres agents. Il garde une rancœur tenace envers l'archange Yves, qu'il soupçonne d'avoir participé au complot de Mathias pour le destituer.

### Les princes-démons musulmans

#### Dajjâl, prince de la contestation
Dajjâl est un rebelle permanent, un des démons qui croit encore que ceux-ci ont le devoir de libérer les humains.
Il encourage en permanence des rébellions contre l'ordre établi dans les pays musulmans, et s'oppose à l'intégrisme religieux.

#### Majûj, prince de la bestialité
Majûj, autrefois appelé Magog, est le frère de l'archange Daniel. Il est promu prince-démon avec la création de l'islam. Il récupère les plus vicieux et primaires démons d'Andrealphus, avec la bénédiction de ce dernier.
Il pousse les humains à se vautrer dans leurs pires instincts. Il est en particulier responsable de la crise de folie de l'archange Laurent pendant la bataille de Poitiers en 732, et de la manie meurtrière de ce dernier depuis.

#### Ouikka, prince des airs
Ouikka est à la fois un prince-démon musulman et un prince-démon chrétien. À ce titre, il est décrit ci-dessus.

## Membres de la troisième force
Les personnages de la « troisième force » ne servent ni Dieu ni Satan.
- France D'Argon est un dragon femelle qui apparaît dans le scénario Un dragon, c'est vachement porteur dans le supplément Dementia Profundis. Elle se retire ensuite dans un monde parallèle où elle donne naissance à Victor, futur remplaçant de Gabriel.
- Seth et Naama sont des psis très anciens, parmi la première génération des enfants d'Adam et Ève. Ils apparaissent dans le supplément Habeas Corpus. Ils dirigent chacun une vaste conspiration, respectivement « Malum » et « le Syndicat », majoritairement composées de psis.

Par ailleurs, de nombreuses divinités païennes existent et disposent de serviteurs, en particulier celles des panthéons celte, gréco-romain, viking, vaudou, et égyptien. Ces divinités sont globalement similaires à celles de la mythologie.

### Panthéon viking
Le panthéon viking est le premier panthéon païen décrit, dans le supplément Berserker. Pour eux, le Ragnarök a débuté à la naissance de Jésus-Christ, et de nombreux démons et princes-démons en ont profité pour combattre les dieux et héros vikings : Baal a pris la forme de Fenrir pour tuer Odin, Caym a pris celle de Garm pour vaincre Týr, et Shaytan est devenu le serpent Jörmungand pour tuer Thor. Ces trois divinités ne peuvent depuis pas descendre sur Terre, au contraire des divinités Ull, Njörd, Heimdall, Frigg et Freyr.

### Panthéon celte
Le panthéon celte est présenté pour la première dans le supplément Deus Ex Machina. Il se structure autour des dieux de l'Irlande mythique, les Tuatha Dé Danann, revenus sur Terre en 1995 à la suite de la collision de leur Marche avec la Marche terrestre. Nuada, Ogmios, le Dagda et Lug forment le quatuor qui tenta à cette époque de détruire Notre-Dame de Paris en récupérant le Chaudron du Dagda. Vaincus, ils sont aujourd'hui cantonnés sur leur Marche et sont représentés par des héros. D'autres divinités mineures ou affiliées ont également une influence moindre : Morrigan, l'Ankou, Cernunnos.

### Panthéon gréco-romain
Le panthéon gréco-romain apparaît en annexe du supplément Deus Ex Machina. Il a été décimé par le meurtre de Zeus par Athéna et Déméter (alias l'archange Catherine) et par la montée du catholicisme, et la plupart des divinités en ont disparu. Il est depuis dirigé par Apollon, Uranie et Héra. Hercule passe l'essentiel de son temps sur Terre, ne visitant son panthéon que pour l'introduire aux nouvelles technologies ; il dirige aussi une agence de mercenaires de la troisième force qui sert de base à la campagne Les Petites Apocalypses. Athéna est sur Terre, sous l'identité d'une professeur de mathématiques. Héphaïstos est en train de sortir de sa torpeur dans lequel le prince-démon Gaziel l'a plongé avec l'éruption du Vésuve. Hadès a rapidement rejoint les rangs démoniaques, et c'est devenu un démon de faible grade. Dionysos, enfin, est devenu un baron de la drogue international.

### Panthéon égyptien
Le panthéon égyptien est mentionné pour la première fois dans le supplément Liber Angelis, en tant qu'adversaires de l'archange Alain. Ils sont plus développés dans Le Guide de la troisième force. Ils ont repris de la puissance au XIXe siècle, avec l'apparition de l'égyptomanie. De nos jours, ils sont séparés en deux factions : les modérés, menés par Isis et Osiris, et une faction plus agressive menée par Sekhmet et Seth. Une partie de ce panthéon est cependant manipulé par les deux camps du Grand Jeu : Seth n'était autre que Bifrons, qui, avant de mourir, a essayé d'utiliser ses momies égyptiennes pour se libérer de l'influence d'Hornet. Alain, de son côté, a dans la haute Antiquité créé le culte d'Aton pour voler de la puissance onirique aux dieux égyptiens.

## Source
- Croc, Fabien Delval, Laurent Sarfati, Mathias Twardowski (ill. Alberto Varanda), Daemonis Compendium (INS/MV - 1ère édition), Idéojeux, livret de 16 pages + 48 fiches cartonnées (papier glacé), janvier 1990. [présentation en ligne]